# So monoaural

Símbol per al so 1.0, mono.

El so monoaural o monofònic (sovint abreujat com mono) és definit per un sol canal. Normalment només hi ha un micròfon, un altaveu, o (en el cas dels auriculars i altaveus múltiples) els canals són alimentats des d'un camí de senyal comú. En el cas dels micròfons múltiples, els camins es barregen a un camí de senyal únic en alguna etapa.
El so monoaural va ser substituït pel so estèreo en la majoria de les aplicacions d'entreteniment. No obstant això, encara és l'estàndard per a les comunicacions radiotelefòniques, xarxes telefòniques, i els bucles d'inducció d'àudio per utilitzar amb audiòfons. Unes quantes emissores de ràdio FM, sobretot de la varietat de programes de ràdio, prefereixen transmetre en so monoaural, com un senyal mono té un lleuger avantatge amb relació a la intensitat d'un senyal estereofònic de la mateixa potència. El so monoaural sempre s'emet en estacions de ràdio AM.

## Tipus
So monoaural és normal en:
- Cilindres de fonògraf
- Registres de discos d'abans del 1958, com ara els registres realitzats per reproduir a una velocitat de 78 rpm i registres anteriors de 16⅔, 33⅓ i 45 rpm.
- Ràdio AM
- Algunes estacions de ràdio FM que emeten només contingut parlat o programes de ràdio per maximitzar la seva àrea de cobertura. Exemples d'això serien les estacions CBC Radio One al dial FM.
- Senyals de subportadora de ràdio FM, que porten contingut arrendat, com música de fons per a negocis o un servei de lectura per a cecs.

Normes incompatibles existeixen per a:
- Registres posteriors (registres monofònics - que gairebé havien desaparegut als EUA al final de 1967 - es podrien tocar amb un cartutx estèreo)
- Gravació d'àudio «reel-to-reel» (depenent de l'alineació de pistes)

Estàndards monofònics i estereofònics compatibles existeixen per a:
- Minidisc
- Casset d'àudio compacte
- FM (i en rares circumstàncies, radiodifusió AM)
- Formats de VCR
- TV

No hi ha estàndards monofònics per a:
- Cartutx de 8 pistes
- Disc compacte

## Història
Mentre que alguns experiments es van fer amb la gravació i reproducció estereofònica des dels primers dies del fonògraf al segle xix, fins a la segona meitat del segle xx, el so monofònic va ser la regla per a gairebé tots els enregistraments d'àudio.
En diverses ocasions els artistes han preferit treballar en mono, ja sigui en el reconeixement de les limitacions tècniques dels equips de l'època o a causa d'una simple preferència. Això pot ser vist com a anàleg als cineastes que treballen en blanc i negre - com l'àlbum de John Mellencamp de 2010, «No Better Than This» (No és millor que això), gravat en mono igual que eren el blues de mitjans del segle xx i registres folklòrics que va emular. Alguns dels primers enregistraments com els primers quatre àlbums de The Beatles, Please Please Me, With The Beatles, A Hard Day's Night, i Beatles For Sale - van ser rellançats en l'era del CD com monofònics en reconeixement que les cintes originals dels primers enregistraments van ser de dues pistes, amb la veu en una pista i els instruments en l'altre (tot i que això era només veritat en els dos primers, mentre que el parell posterior s'havia enregistrat en quatre pistes). Això estava pensat de fet per proporcionar flexibilitat en la producció d'una barreja mono final, no per proporcionar una gravació en estèreo, tot i que degut a la demanda això es va fer de tota manera i el material primerenc estava disponible en vinil en formats mono o estèreo. En la dècada del 1970, era comú en el món del pop que les versions estereofòniques de pistes mono es generessin electrònicament utilitzant tècniques de filtratge per triar diferents instruments i veus, però aquestes van ser considerades sovint insatisfactoris, a causa dels artefactes del procés de conversió.
Moltes de les pel·lícules de Stanley Kubrick i Woody Allen van ser llançades en mono a causa de les preferències dels seus directors.
Finalment, registres de LP monofònics es van eliminar i ja no es fabricaven després de l'inici de la dècada del 1970. Durant la dècada del 1960 era comú que els àlbums es llancessin tant com LPs monofònics i estèreo, ocasionalment amb diferències lleugeres entre el dos (un cop més la informació detallada de les gravacions dels Beatles són un bon exemple de les diferències). Això es va deure al fet que molta gent tenia tocadiscs mono que eren incapaços de tocar registres estèreo, així com la prevalença de la ràdio AM. A causa de les quantitats limitades fabricades i mescles alternatives de diverses pistes, les versions mono d'aquests àlbums s'han valorat sovint més altament que els seus homòlegs estèreo en grups de col·leccionistes d'avui.
El 9 de setembre de 2009, va ser rellançat un box set remasteritzat de la producció monofònica de «The Beatles» que abasta des de l'àlbum Please Please Me al The Beatles (comunament conegut com el White Album). El conjunt, anomenat simplement The Beatles in Mono, també inclou un resum de dos discos dels senzills mono, cares B i pistes EP alliberades durant la seva carrera. També es van incloure 5 pistes barrejades originalment per a un EP de Yellow Submarine, però mai llançades. Bob Dylan va fer el mateix el 19 d'octubre de 2010, amb The Original Mono Recordings, un box set amb les versions mono de Bob Dylan de 1962 a John Wesley Harding, de 1967. El 2011, els enregistraments mono de The Kinks s'han publicat com The Kinks in Mono, des de l'àlbum d'estrena de la banda el 1964 a l'«Arthur», del 1969, amb un bonus de dos discos de cançons que no van ser llançades com senzills o EPs.